# Шарівецький замок
Шарівецький замок - оборонний храм, що була споруджена у с. Шарівка (Ярмолинецький район, Хмельницька область). Ймовірна дата існування 1550 р.

## Історія
Згідно історичнних джерел достеменно невідомо розташування замку у с. Шарівці Ярмолинецького району Хмельницької області, думки дослідників дуже різняться.
Згідно даних Вікіпедії: "1543 р. син Філіпа - кам'янецький каштелян (1554-56) Ян Домаратович з Шарівки - мав у власності також Балин, Вербку, Михалківці й ін. За часів пот. Домарата Шарівка стала містом з укріпленим замком". Трішке нижче зазначено: "...1539 р. Бернард Претвіч отримав Шарівку, 1546 р. від короля 1000гр. на побудову нового замку".
У книзі Є. Сіцінського: "В 1550 году король Сигизмунд-Август дал в пожизненное владение замок и местечко Шаравку с принадлежащими селами Бернарду Претвичу, старосте Барскому, известному защитнику Подольских окраин от татар..
Люстрация 1570 года говорит, что "местечко разрушено и сожжено татарами в 1567 г.; только три "кучи" осталось, товары все забрали, взяли в плен 112 душ; теперь же на новом поселении в старом и новом местечке основалось 114 домов. В 1578 г. за военные заслуги Бернарда Претвича Ш. с окрестностями была дана наследникам его в полное потомственное владение и в начале XVII в. этим местечком владел Яков Претвич, который также успешно воевал с татарами. На полуострове, окруженном с трех сторон водою, он возобновил замок...".
Про замок у своїй статті також згадувала О. Пламеницька "на початку XVII сторіччя Яків Претвич, відбудувавши на сусідньому пагорбі, з півдня, зруйнований замок".

## Будова
Про архітектуру замку практично нічого невідомо, лише нещодавно встановили за допомогою знімків території з космосу та повторного обстеження околиць В. Захар`євим, що замок все-таки розташовувався у північно-західному секторі мису. Крім цього археологом виявлено фрагмент оборонного рову з керамікою та монетою "боратинкою" середини XVII-го ст.